# Боромельское
Боромельское (укр. Боромельське; до 2024 года — Першотравневое) — село,
Боромлянский сельский совет,
Ахтырский район,
Сумская область,
Украина.
Код КОАТУУ — 5925080806. Население по переписи 2001 года составляло 47 человек.

## Географическое положение
Село Першотравневое находится на левом берегу реки Боромля;
выше по течению на расстоянии в 0,5 км расположено село Боромля,
ниже по течению на расстоянии в 2,5 км расположено село Волков.

## Происхождение названия
Село названо в честь праздника весны и труда Первомая, отмечаемого в различных странах 1 мая; в СССР он назывался Международным днём солидарности трудящихся.
На территории Украиской ССР имелись 50 населённых населённых пунктов с названием Першотравневое и 27 — с названием Первомайское, из которых до тридцати находились в 1930-х годах в тогдашней Харьковской области, куда входило данное село.